# Lançados
Os lançados, também conhecidos por tangomãos, eram negociantes portugueses que se dedicavam ao comércio na costa ocidental africana de forma particular, a partir do século XV. O termo "tangomão" estava sobretudo associado ao tráfico negreiro.

## Origem
À morte do Infante D. Henrique, em 1460, o conhecimento adquirido sobre a costa africana, e os rios entre o cabo Verde e a serra Leoa, e já com D. João II até à costa da Mina, e para lá do equador, os portugueses passaram a ter condições para incrementar o comércio e compra de escravos aos gentios, estando o exclusivo de todas as transacções reservado à Coroa Portuguesa, através de donatários nomeados para o efeito.
Após 1479, com o Tratado de Alcáçovas, Castela deixou de constituir como ameaça a essa exclusividade. No entanto, desde o início da influência portuguesa na África Ocidental, vários cidadãos portugueses, tanto de forma voluntária como em resultado de penas de degredo, foram-se instalando a partir do século XV nas orlas costeiras e nos arquipélagos atlânticos, em particular Cabo Verde. Entre eles encontravam-se mercadores aventureiros e agentes de firmas comerciais, que se "lançavam" entre a população negra com o fim de fazer comércio: os lançados, exercendo o comércio de forma clandestina e particular. Embora alguns o fizessem levados pela ambição ou espírito aventureiro, ou para escapar a penas de degredo, a maioria saia da grande massa dos excluídos e perseguidos, constituída sobretudo por condenados, delinquentes, judeus e cristãos-novos. Embora fossem quase sempre portugueses, existiram lançados gregos, espanhóis e até indianos.
Os lançados instalavam-se junto à costa, à revelia da Coroa Portuguesa, normalmente nas "pontas" de terra firme, tanto isolados como em pequenos grupos, com o conhecimento e protecção das populações nativas. No entanto, por vezes chegavam a organizar-se em comunidades suficientemente numerosas e com poder para impor-se pela força às populações locais. Recrutavam grumetes africanos, para servirem como auxiliares, frequentando os vales do Senegal, Gâmbia, Casamansa e dos pequenos rios da Guiné, sendo muito numerosos nas regiões de Cacheu e Geba, na actual Guiné-Bissau, encontrando-se também na região de Port Loko, na Serra Leoa. Possuíam navios próprios, estabelecendo-se nas margens dos rios Gâmbia, Casamansa, Cacheu e Guinala, onde chegaram a fundar povoações de grande dimensão, como Porto da Cruz, no Rio Grande de Buba, e Biguba, na actual Buba, estendendo-se até à Serra Leoa e à Mina.
Uma vez que não levavam mulheres brancas consigo, estabeleceram muito rapidamente as bases de uma comunidade afro-portuguesa, estabelecendo-se nas cidades e vivendo muito próximos às populações negras, desposando mulheres e mantendo amantes africanas. Outros, ainda, cafrealizavam-se, sendo absorvidos pelas populações indígenas. Por sua via, a língua portuguesa, ou um proto crioulo, tornou-se a língua franca utilizada no comércio ao longo de toda a costa, sendo quase tão falada como a língua mandé. Isto veio a ser de grande importância por ocasião da Questão de Bolama, tendo sido um dos argumentos nos quais o presidente Ulysses Grant se apoiou para a tomada de uma decisão favorável a Portugal nessa disputa, comprovando assim a primazia de Portugal na ocupação da região em disputa. Sendo a língua um factor de domínio e influência, e uma vez que os lançados, mesmo que renegados, não deixavam de ser, na sua maioria, portugueses ou seus descendentes, estes acabariam por assegurar uma presença portuguesa perene na região ao longo dos séculos, apesar do declínio da metrópole.
Os lançados viriam a originar, nas costas africanas, um novo grupo sócio-cultural, que falava a língua portuguesa, vestia à moda europeia, morava em sobrados rectangulares de paredes brancas e varandas, aceitando, no entanto, os costumes africanos, inclusive tatuagens e marcas étnicas. Estas comunidades praticavam um catolicismo pouco fiel, no qual o porte da cruz se misturava com a crença fervorosa nos gris-gris, e em que a celebração dos santos cristãos não colidia com o culto dos ancestrais.
Os laços que uniam os lançados às comunidades indígenas costeiras foram, sobretudo de amizade. Bibiana Vaz de Cacheu cooperou estreitamente com os papéis e os bainuncos, possuíndo uma propriedade em Farim, entre os mandés. eram também importantes os laços de parentesco, que os integravam na vida social, política e cultural dos povos africanos. José Lopes de Moura, neto de um rei mané da Serra Leoa, interveio frequentemente na visa política daquela região, sendo efectivamente o maior fazedor de reis da segunda metade do século XVIII. Outros lançados, como Francisco Correia, mandé do Geba, que falava muito bem o português, era muito instruído, e vestia-se elegantemente à europeia, eram simplesmente africanos europeizados.
Embora a maioria dos lançados dependesse de navios europeus, alguns eram suficientemente ricos para escapar a essa dependência, como era o caso das grandes famílias mulatas da época: os Vaz, no rio Cacheu e no Nunes; Os Tomba Mendes e a família de António Vaz, na Gâmbia; a família de Sittel Fernando, no rio Pongo e no Nunes, e a família de José Lopes de Moura na Serra Leoa.
Eram muitas as contradições entre estes ricos comerciantes mulatos, e as companhias comerciais, sendo notável o diferendo que opôs os adeptos do comércio livre aos da regulamentação e dos monopólios, no qual os lançados, na sua qualidade de intermediários, tiveram de lutar contra as tentativas das companhias comerciais para se livrarem dos seus serviços, diminuindo consideravelmente os lucros dos intermediários. Entre 1684 e 1685, Bibiana Vaz opôs-se ao capitão José Gonçalves de Oliveira, major da Companhia do Cacheu, que recusava aos navios estrangeiros a permissão para negociar na região, mesmo quando haviam pago os direitos de ancoragem. Os mercadores afro-portugueses, conduzidos por Bibiana Vaz, opuseram-se a esta medida, fazendo petições e chegando a acordo com os papéis, obrigando Oliveira a autorizar o comércio com os mercadores ingleses.
Também José Lopes de Moura, na Serra Leoa, conduziu a luta contra a Royal African Company, que procurava em particular romper a aliança dos soberanos africanos com os mulatos, suprimindo o papel destes últimos como intermediários. Liderados por Lopes de Moura, os mulatos reagiram, destruindo no clímax da luta a feitoria, que nunca mais pôde retomar as suas actividades na Serra Leoa.

## Evolução histórica
O número de lançados cresceu muito rapidamente na primeira metade do século XVI, no auge das perseguições aos judeus, nos reinados de D. Manuel I e D. João III. É por seu intermédio, e com o seu apoio, que primeiro os franceses, e depois os ingleses e holandeses, vão progressivamente montando o seu negócio ao longo de toda a costa africana, desde o cabo Verde até à Mina. Com vista a pôr cobro a esta situação, a Coroa tratou de providenciar o estabelecimento de entrepostos e feitorias fortificados em pontos estratégicos das costas da Guiné, Malagueta e Mina, com vista a uma maior eficiência no combate ao comércio clandestino dos lançados, em vez de tentar controlar esse combate à distância, a partir das ilhas de Santiago e Fogo, em Cabo Verde, como era a prática até então.
Durante a União Ibérica os lançados continuaram a desempenhar um papel importante, tendo penetrado o país soso, e juntado-se com os comerciantes mandés do interior em fins do século XVI e inícios do XVII. Nos séculos XVII e XVIII, os lançados e seus descendentes controlavam o comércio local da Alta Guiné.
A composição étnica dos lançados variou consideravelmente ao longo do tempo. Com a diminuição de migrantes portugueses a partir do século XVII, o número de portugueses tornou-se inferior ao de mulatos, compreendendo cada vez mais crianças de sangue misturado. Estes filhos da terra dominaram, no século XVII, o país biafada e Port Loko. Uma vez que a proporção de africanos tendia a aumentar entre os lançados, estes foram gradualmente se tornando cada vez mais indistinguíveis das populações locais originais.
Nos finais do século XVII, embora a comunidade afro-portuguesa fosse constituída por poucos brancos e muitos negros, era dominada e dirigida pelos mestiços, que lhe haviam imprimido as suas principais características sócio-culturais.
Os lançados entram em declínio a partir do século XVIII, quando a dominação colonial portuguesa começa a se assumir presencialmente de forma mais efectiva nas zonas costeiras, dispensando progressivamente estes intermediários no tráfico negreiro com os potentados indígenas.